# Astragalus physocalyx
Astragalus physocalyx är en ärtväxtart som beskrevs av Fisch.. Astragalus physocalyx ingår i släktet vedlar, och familjen ärtväxter. Inga underarter finns listade i Catalogue of Life.